# Eddie Shaw
Pour les articles homonymes, voir Shaw.
Eddie Shaw (né le 20 mars 1937 à Stringtown, Mississippi, et mort le 29 janvier 2018 à Chicago) est un musicien de blues américain, arrangeur et saxophoniste.

## Biographie
Il commence à jouer du blues avec des musiciens tels que Little Milton ou Willie Love. À l'âge de 14 ans, il joue lors d'une jam session avec le groupe d'Ike Turner. Alors qu'il n'a que 20 ans,  Muddy Waters l'invite à rejoindre ses musiciens à Chicago.
Il commence sa propre carrière solo à la fin des années 1970. En 1972 il rejoint le groupe Wolf Pack et en devient le leader à la mort d'Howlin' Wolf.
En 2013 et 2014 il remporte le  Blues Music Award dans la catégorie instrumentiste saxophoniste.
Il meurt en janvier 2018 à Chicago de causes naturelles à l'âge de 80 ans.

## Discographie
- 1982 : Movin' and Groovin' Man (Evidence)
- 1986 : King of the Road (Rooster Blues)
- 1992 : In the Land of the Crossroads (Rooster Blues)
- 1995 : Home Alone (Wolf)
- 1996 : The Blues Is Nothing but Good News! (Wolf)
- 1997 : Can't Stop Now (Delmark Records)
- 1999 : Too Many Highways, recorded 1996 (Wolf)
- 2005 : Give Me Time (Wolf)[4]
- 2012 : Still Riding High, Eddie Shaw and the 757 Allstars